# Massimiliano Ravalle
Massimiliano Ravalle (Catania, 18 giugno 1988) è un rugbista a 15 italiano, che milita nel ruolo di pilone nelle Fiamme Oro Rugby.

## Biografia
Massimiliano Ravalle cresce rugbisticamente nel settore giovanile del Cus Catania, e nel 2005 viene notato e ingaggiato dalla Rugby Parma. Già nazionale Under 20 (dove nel 2008 contro il Canada gli viene assegnato il titolo di "Migliore in Campo"), gioca con l'Italia A la IRB Nations Cup nel giugno 2009. Sempre nel 2009, viene ingaggiato dal Rovigo che nello stesso anno si classifica al II posto nella regular season, venendo però eliminato alle semifinali di playoff dal Viadana. Nel 2012 viene ingaggiato dal Mogliano Rugby, squadra nella quale resterà per due anni, per poi tornare a Rovigo.